# Andriej Liczko
Andriej Jewgienjewicz  Liczko (ros. Андре́й Евге́ньевич Личко; ur. 8 listopada 1926 w Łudze, zm. 6 sierpnia 1994) – radziecki lekarz psychiatra dziecięcy, doktor nauk medycznych, profesor, uhonorowany tytułem „Zasłużony Działacz Nauki RFSRR” (1977). Jego twórczość była oparta na pracach Karla Leonharda i Piotra Gannushkina. Wysunął teorię akcentuacji charakteru jako kolejną typologię osobowości akcentowanych, opracowaną wcześniej przez Leonharda.